# آلیس وترلند
آلیس وِتِرلند (به انگلیسی: Alice Wetterlund) (زادهٔ ۱۶ مهٔ ۱۹۸۱) یک استندآپ کمدین، بازیگر و مجری پادکست آمریکایی است. وی نقش کارلا والتون را در سریال کمدی دره سیلیکون بازی کرد. او در حال حاضر شخصیت «دارسی» را در مجموعه تلویزیونی بیگانه ساکن به تصویر می‌کشد.

## اوایل زندگی و تحصیل
وترلند در مینه‌سوتا به دنیا آمد و در سال ۱۹۹۹ به شهر نیویورک نقل مکان کرد، جایی که در کالج کوپر یونیون شرکت کرد.

## زندگی شخصی
وترلند در سال ۲۰۱۳ با اندی هاینز کمدین ازدواج کرد. دو سال بعد طلاق گرفتند.

## فیلم‌شناسی

### سینما
| سال تولید | عنوان                           | نقش         | یادداشت |
| --------- | ------------------------------- | ----------- | ------- |
| ۲۰۱۴      | مصاحبه                          | آلیس        |         |
| ۲۰۱۶      | مایک و دیو همراه عروسی می‌خواهند | عموزاده تری |         |

### تلویزیون
| سال        | عنوان       | نقش            | یادداشت                  |
| ---------- | ----------- | -------------- | ------------------------ |
| ۲۰۱۱       | دختر جدید   | مهماندار       |                          |
| ۲۰۱۵–۲۰۱۶  | دره سیلیکون | کارلا والتون   | ۶ قسمت                   |
| ۲۰۱۰       | کونان       | خودش           | ۲ قسمت                   |
| ۲۰۱۸       | گلو         | کارول          | قسمت: "مادر همه مسابقات" |
| ۲۰۱۸       | نیروی فضایی | سرگرد جین پایک | قسمت: "سکوتگاه قمری"     |
| ۲۰۲۱–اکنون | بیگانه ساکن | دارسی بلوم     | نقش اصلی ۱۰ قسمت         |